# Grädigkeit
Als Grädigkeit bezeichnet man die Temperaturdifferenz zwischen einem wärmeabgebenden, heißen Medium und einem wärmeaufnehmenden, kälteren Medium. Sie dient zur Bestimmung der technischen Güte eines Wärmeübertragungsprozesses. Hohe Wirkungsgrade bei langen Betriebszeiten lassen sich mit einer Grädigkeit von 10 bis 15 °C erreichen.